# 堺少女歌劇団
堺少女歌劇団（さかいしょうじょかげきだん）は、大阪府堺市に拠点を置く少女歌劇団。1924年から1934年まで堺市に存在した大浜少女歌劇（おおはましょうじょかげき）の復活を謳い、2014年に設立された。

## 歴史

### 大浜少女歌劇
大浜少女歌劇は、堺市の名物であった大浜潮湯（海水を利用した浴場）のアトラクションとして1924年に設立された。運営母体は阪堺電気軌道（のち南海鉄道）で、阪急電鉄傘下の宝塚少女歌劇を意識したものだったとされる。大浜公会堂などで活動したのち、1928年から800人収容の専用劇場を備えるなど本格的な劇団へと変貌。宝塚少女歌劇、大阪松竹少女歌劇と共に関西では知られた存在となる。しかし1934年9月に襲来した室戸台風により劇場は壊滅的な打撃を受け、そのまま解散を余儀なくされた。専用劇場は大浜公園野球場の付近にあったと推定される。

### 堺少女歌劇団設立
2012年10月、堺市長・竹山修身と堺市出身の吉本興業社長・大﨑洋が対談した際、「エンターテインメントによる中心市街地活性化の一つとしての少女歌劇団の復活」が話題に上った。その後、堺東商店街の有志が協議を重ね、堺東商店街連合会として実施を決定。2014年3月31日に「堺少女歌劇団」の設立と団員募集が告知された。堺東商店街が中心となり、吉本興業の支援を受け運営する。指導も担当する「クリエイティブ・プロデューサー」は吉本新喜劇、元宝塚歌劇団の仙堂花歩。他にも、講師として元宝塚歌劇団出身の麻樹ゆめみ、亜聖樹、珠華ゆふ、と寿春花果が声楽とダンスの指導に関わっている。2014年8月27日に結成された。同年9月1日より稽古を開始、翌月に催された堺まつりなどのイベントに出演したのち、2015年3月に第1回作品『想い出の一瞬！』を上演した。

## 応募・レッスン・公演概要
応募資格は「小学1年生～中学3年生までの健康な女性、堺少女歌劇団の活動に参加可能な方、レッスン場まで日帰りで通える方」と示されている。定員は100名。応募方法は応募用紙の書類審査（一次審査）、と実技審査(身体能力と歌唱審査）（二次審査）。
小学校1年生（7歳）から5年生（11歳）は下級生、小学校6年生（12歳）から中学校3年生（15歳）は上級生となる。堺東商店街内の専用レッスンスクールで月曜日～金曜日、1日2時間のレッスンがある。原則で平日週に2回の参加となっている。基本レッスンでは声楽、バレエ、ジャズダンス、所作等を学ぶ。他にも選抜チームレッスン、講師による演技指導などのワークショップ、公演に向けての特別レッスンなどが週末に行われる。
第一期生参考試験は、2014年4月上旬から受付、8月上旬に合格者が発表され、9月にレッスンが開始した。第一期生は77人が合格。2015年3月14日に堺少女歌劇団第1回公演「想い出の一瞬！」に出演した。
第二期生は、2015年2月中旬から参考試験受付が開始、4月下旬に第二期生の合格が発表され、5月中旬から第一期生に加わり、レッスンを開始した。
堺少女歌劇団の一員としての活躍は発表会や堺市内での様々なイベントの出演・参加をする。本公演では、古典ミュージカルのアレンジの歌劇やオリジナルのショーなどを披露する。全員参加の結果発表会イベントではオリジナルの楽曲やカバー曲にあわせてダンスと歌を披露する。またコンサートではライブ感のある歌とダンスのショーを様々な地域で行う。他にも堺市での祭りや地域イベントでコンサートや地域活性化のプロモーションやイベントを行う。
以降は地域のイベントに出演しながら、毎年3月に本公演を行う方針となっている。

## 本公演記録
- 『想い出の一瞬！』（2015年3月14日、堺市総合福祉会館。脚本・演出：中村暁）
  - 堺少女歌劇団の少女が81年前にタイムスリップして大浜少女歌劇の面々と出会い、歌劇団の復活と初公演の意義に気づくという物語[3]。脚本・演出に宝塚歌劇団から中村暁を迎え、吉本新喜劇から島田珠代、高橋靖子、吉岡友見がゲスト出演[5]。なお、この公演に際して大浜少女歌劇の在団経験者を招待すべく呼びかけが行われたが、見つからなかった[3]。
- 『真夜中のオーディション』(2016年2月28日、堺市総合福祉会館。脚本・演出：中村暁）
  - 舞台は堺東の商店街。小学生の友達ケイ、ミキ、エミがダンサーやアイドルの夢に向かっていたところ、芸能プロダクションのマネージャーに出会う。オーディションを受けることになり夢が叶うが、それと代わりに寿命の半分を差し出すことになる。悲劇な展開が起こり、三人が困っている所に、ケイのおばあちゃん現れ、救いの手になる。吉本新喜劇から若井みどりがケイのおばあちゃん役でゲスト出演[6][7]。